# Park University

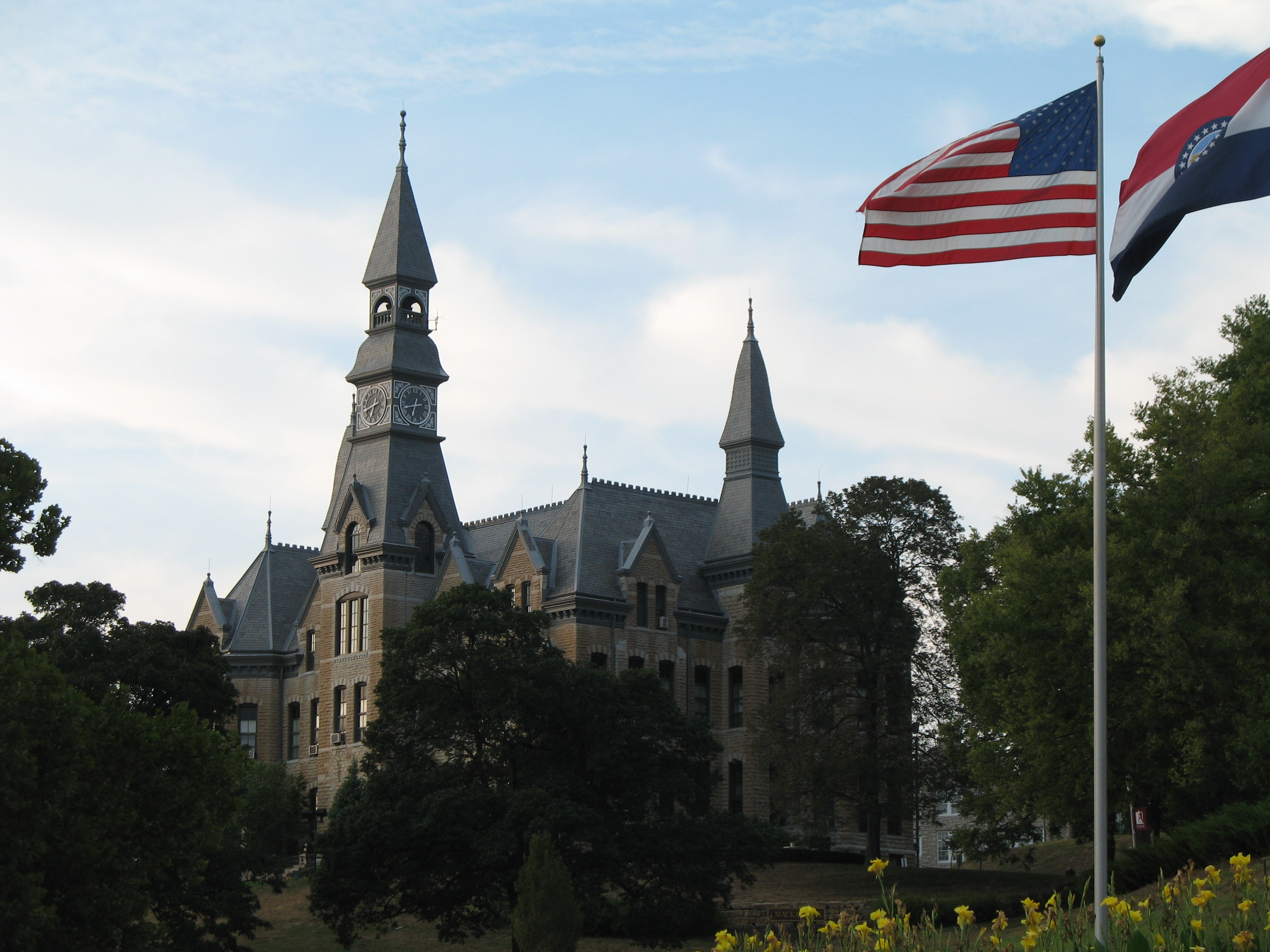

Park University är ett privat universitet i Parkville, Missouri, USA som grundades 1875 som Park College. George S. Park donerade markområdet. Första studieåret fanns det 17 studenter och den första utländska studenten kom år 1880 från Japan. Park College ändrade 2000 namn till Park University. I dag har universitetet 12 688 studenter, största delen av dem på deltid. Det finns maximalt 1 250 studenter på universitetets huvudcampus i Parkville. Park University profilerar sig inom e-lärande och erbjuder pedagogiska kurser åt USA:s väpnade styrkor. Många av campusområden finns i närheten av flygbaser.
Bland tidigare studenter kan nämnas konspirationsteoretikern och predikanten Texe Marrs och Stephen M. Veazey som är religiös ledare för Community of Christ.